# Прем (Баварія)
Прем (нім. Prem) — громада в Німеччині, розташована в землі Баварія. Підпорядковується адміністративному округу Верхня Баварія. Входить до складу району Вайльгайм-Шонгау. Складова частина об'єднання громад Штайнгаден.
Площа — 15,91 км2. Населення становить 910 ос. (станом на 31 грудня 2020).

## Галерея

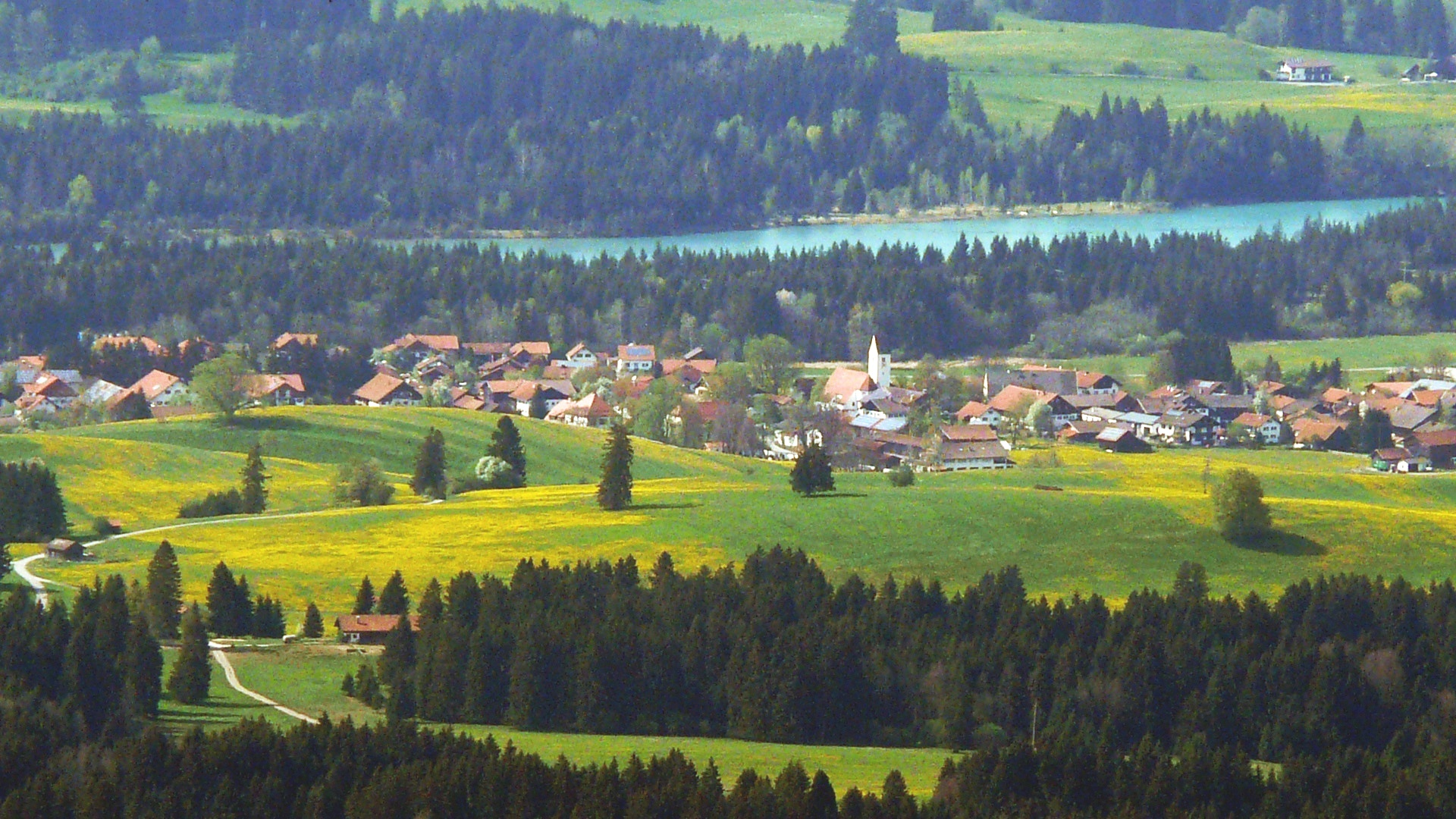